# Port de Vienne
Le port de Vienne est un port fluvial situé sur le Danube de la ville de Vienne.
C'est une entreprise détenue par la Wien Holding à 95 % et par la Chambre de commerce de Vienne pour 5 %.